# Reclinomonas
Genre
Reclinomonas est un genre de protistes de la famille des Histionidae.

## Liste d'espèces
Selon BioLib (12 septembre 2020) :
- Reclinomonas americana Flavin & Nerad, 1993
- Reclinomonas campanula (Penard) Flavin & Nerad, 1993